# Col·lecció de minerals

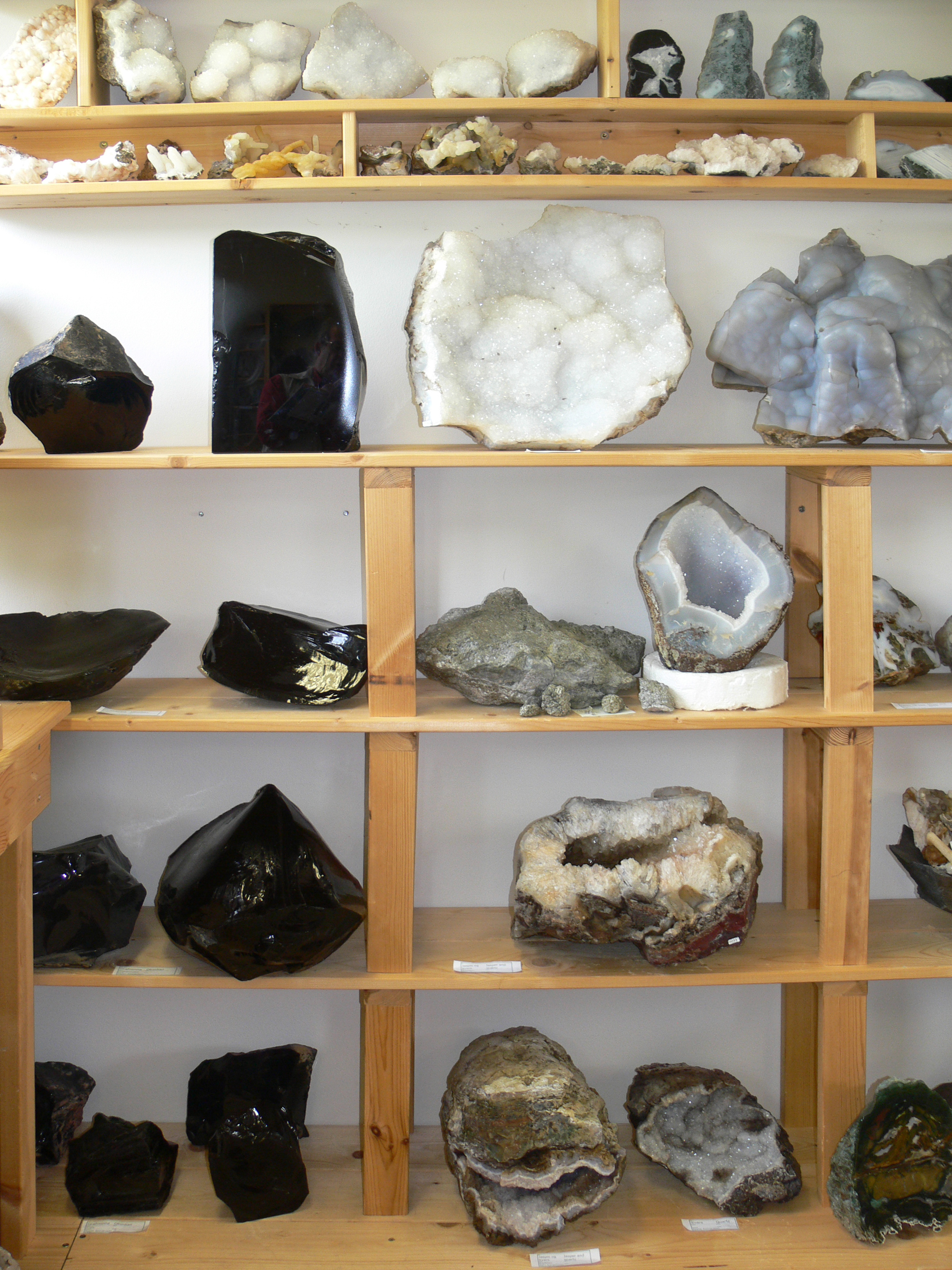
Col·lecció de minerals exposada en prestatges.

Una col·lecció de minerals acostuma a estar creada normalment per mineralogistes o geòlegs, classificant els minerals atenent a diversos criteris triats pel propietari de la col·lecció.
Els minerals poden ser guardats en capses o organitzadors, o bé exposats en vitrines o prestatges, sempre acompanyats d'una fitxa tècnica on hi guarden diverses dades de l'exemplar com ara nom, lloc on s'ha trobat, mides... o bé d'ún número identificatiu únic per accedir a totes les dades emmagatzemades en suport físic o digital.
Per extensió, el col·leccionisme de minerals és l'afició de recollir de forma sistemàtica, identificar i exposar mostres de minerals.

## Història
En general es considera que el "pare de la mineralogia" va ser Georgius Agricola (1494-1555), un àvid col·leccionista de minerals. Va escriure diversos llibres, entre ells dos de gran importància: De Re Metallica, un primerenc tractat sobre la mineria, i De Natura Fossilium (1546) un llibre de text modern sobre la mineralogia. Un altre famós col·leccionista de minerals del segle XVI va ser l'Emperador Rudolf II (1552-1612) que va construir una gran col·lecció de minerals.

## Tipus de col·leccions
Els col·leccionistes sovint especialitzen les seves col·leccions, dedicant els seus esforços a la recollida de minerals d'un tipus determinat. Per exemple, es poden interessar per les propietats químiques dels minerals (sulfurs, sulfats, silicats…), minerals d'una determinada localització geogràfica, minerals amb característiques determinades (com ara els minerals fluorescents), d'una mateixa espècie...
Un tipus de col·lecció cada vegada més extés són les col·leccions de micromuntatges.

## Obtenció
Els minerals poden adquirir-se de diverses formes:
- Buscant-los: no hi ha dubte que elaborar una col·lecció buscant els minerals en el camp resulta molt formatiu, però alhora, poden existir algunes restriccions i dificultats pel fet d'haver de realitzar els desplaçaments per compte propi.
- Canviant-los: només ens donarà bons resultats quan es disposi d'una bona reserva de material, això només passa quan es visita sovint una zona mineralògica de gran interès.
- Comprant-los: d'aquesta forma es poden aconseguir moltes espècies de nombrosos llocs del món, només cal anar a comerços i fires. Cal però tenir present que els bons exemplars són cars. És convenient prendre precaucions amb materials sintètics, falsificacions o minerals mal caracteritzats.

Per aconseguir una col·lecció acceptable es recomana combinar les tres possibilitats, procurant comprar només aquelles espècies que no es troben amb facilitat.

## Criteri d'ordenació de la col·lecció
La major part de les col·leccions segueixen esquemes similars a les classificacions minerals, d'acord amb els diversos criteris possibles (químics, estructurals, geoquímics, geogràfics, mixtes...). En algunes ocasions les col·leccions consten d'exemplars d'una sola espècie (de diversos hàbits o procedències) o d'espècies d'una classe (sulfurs, sulfats, carbonats, etc.). Altres vegades s'atén a criteris estètics o d'aprofitament de l'espai. La forma d'exposar la col·lecció depèn essencialment de l'espai disponible. Les col·leccions privades acostumen a ser petites i ocupen espais reduïts.

### Classificació dels minerals
En l'actualitat es coneixen més de 5.000 espècies de minerals. Aquestes es classifiquen segons la seva estructura i composició química en 9 classes, segons la Classificació de Nickel-Strunz, les quals se subdivideixen en grups i subclasses. Aquestes classes i alguns dels seus minerals més comuns són:
- Elements natius: or, plata, coure, Mercuri, sofre, diamant…
- Sulfurs: pirita, galena, calcopirita, bornita, blenda, cinabri, molibdenita…
- Halurs: fluorita, atacamita…
- Òxids i hidròxids: quars, cuprita, anatasa, magnetita, hematites, goethita, cassiterita…
- Carbonats i nitrats: aragonita, calcita, atzurita, malaquita, cerussita, dolomita…
- Borats: bòrax, colemanita, ulexita…
- Sulfats: celestina, barita, guix, wulfenita, anglesita, crocoïta…
- Fosfats: apatita, adamita, piromorfita, turquesa, vanadinita…
- Silicats: granat, olivina, mica, epidota, ortosa, albita, talc…
- Compostos orgànics: ambre…

## Col·leccions a Catalunya
La Col·lecció Folch va ser reconeguda entre els anys 1960-1980 (Burchard, 1980) com una de les millors col·leccions de minerals privades del món. La seva grandària (més de 15.000 exemplars), la qualitat de les peces, el gran nombre d'exemplars clàssics, ja impossibles d'aconseguir avui en dia, així com l'estil de la col·lecció, que sorprenentment és molt "modern", l'han fet mundialment famosa.

## Per a llegir més
- Wilson, Wendell. Wilson, Wendell. The History of Mineral Collecting, 1530-1799.  Mineralogical Record, 1994 [Consulta: 9 abril 2016].